# Hegetotheriidae
Los  hegetotéridos (Hegetotheriidae) son una familia extinta de mamíferos placentarios del suborden Typotheria, del orden, también extinto de ungulados sudamericanos Notoungulata perteneciente a los Meridiungulata. Vivieron en Sudamérica de mediados del Eoceno al  Plioceno, hace 3 millones de años.

## Generalidades
Los hegetotéridos, al igual que los tipoterios, en cuyo suborden se les incluye a menudo, incluyen formas parecidas a los lagomorfos y a los roedores, que se convirtieron en roedores eficaces. Los representantes más tardíos poseen una diastema entre los incisivos y las muelas y todos los dientes crecían durante toda la vida.
Aparecieron poco después que los interatéridos, a mediados del Eoceno , y no se extinguieron hasta el Plioceno, alrededor de 3 millones de años atrás.
Los hegetotéridos incluyen animales semejantes a los conejos por su forma, sistema de locomoción y modo de vida. Muchos de ellos poseían patas traseras largas, que les habrán permitido correr dando grandes pasos, como es característico también en los lagomorfos y animales similares, como las vizcachas y maras.
Por parte de algunos investigadores se ha incluido en los typotheria a las dos familias: Archaeohyracidae y Hegetotheriidae (Croft and Anaya, 2006).[cita requerida] tradicionalmente se había clasificado a estas dos, en un suborden diferente: Hegetotheria, pero estudios filogenéticos indican que su exclusión convertirían al grupo tipoteria en un grupo parafiletico (Cifelli, 1993; Billet et al., 2007).[cita requerida]  En los Tipoterios, Cifelli and Billet et al. han indicado que los grupos de los arqueohirácidos y hegetoteríidos están más próximos entre sí evolutivamente.  De hecho, los análisis realizados por Billet et al. indican que ambos grupos, Mesotheriidae y Hegetotheriidae, se originaron de los arqueohirácidos (Archaeohyracidae), cosa que confirmaron Reguero y colaboradores en 2010. La familia Hegethotheriidae estaría compuesta por dos familias: Hegetotheriinae y Pachyrukhinae. La monofilia de Hegetotheriinae ha sido cuestionada a partir de la morfología de sus dientes (serían parafileticos) y estarían compuesta por distintos grupos basales de hegetotéridos, mientras que los Pachyrukhinae son grupo más reciente y especializado de amplia aceptación.

## Taxonomía
Subfamilias y géneros :
† Hegetotheriinae
- † Ethegotherium
- † Hegetotherium
- † Hemihegetotherium
- † Prohegetotherium
- † Pseudohegetotherium

† Pachyrukhinae
- † Pachyrukhos
- † Paedotherium
- † Propachyrucos
- † Prosotherium
- † Raulringueletia
- † Tremacyllus